# Face of Beauty International
Face of Beauty International (FOBI), por sus siglas en inglés, y su traducción al español sería "Rostro de la Belleza Internacional"; es un concurso de belleza femenina a nivel internacional que se celebra anualmente con candidatas de diferentes países y territorios del mundo. El certamen tiene como principal objetivo, desarrollar a jóvenes líderes femeninas de todo el mundo con la finalidad de capacitarlas para que encuentren la verdadera belleza y se conviertan en ella.
Con el pasar de los años ha adquirido mayor relevancia, en cuanto a los concursos de belleza de renombre internacional se refiere, siendo alojado en diferentes países como Tailandia, Taiwán, Mongolia, India y, más recientemente, en Filipinas. La ganadora del título lo lleva por el periodo de alrededor de un año, añadiendo a él, el año en que lo ganó. La actual Face of Beauty International es Jeanne Isabelle Bilasano de Filipinas.

## Historia
El concurso comenzó a dar sus primeros pasos en el año 2011, pero no fue sino hasta el año 2012 que su CEO / Fundadora Mila Manuel registra la empresa Face Of Beauty International Ltd. en la ciudad de Auckland, Nueva Zelanda. El primer evento que se desarrolló a nivel internacional fue en ese mismo año (2012) con el nombre de Miss Teen Face of Beauty International y contó con la participación de 14 candidatas de diferentes países y territorios del mundo en el Valentine Garden Resort, de la ciudad de Chiang Mai en Tailandia. Posteriormente para el año siguiente (2013) adquiere su nombre actual Face of Beauty International. FOBI es un exclusivo concurso de clase mundial para mujeres de todo el mundo, colocando principal enfoque en el desarrollo del turismo internacional, entretenimiento del público en general, y el mantenimiento de un ambiente limpio y seguro para todos los seres vivos del planeta. La razón detrás de su fundación fue crear líderes globales y darles mayores oportunidades para explorar el mundo.
El rango de edad para las candidatas del concurso va desde los 15 hasta los 24 años, sin restricciones de altura y peso. El evento promueve un alto a la violencia contra las mujeres y protección de la integridad física de los más vulnerables; y ha sido descrito como un concurso de renombre que apunta a desarrollar jóvenes líderes de todo el mundo que personifican la combinación de belleza e inteligencia que define el siglo XXI. Las concursantes deben trabajar en el empoderamiento; participan en eventos de caridad, talleres y simposios; desfiles en trajes de baño, trajes nacionales y concursos de trajes de noche; adicionalmente realizan viajes a través del país anfitrión. Las participantes deben demostrar que son inteligentes, educadas y cultas.
La belleza es uno de los conceptos filosóficos y conceptuales más complejos y abstractos.
La belleza puede ser una característica existencial en un ser humano, animal, lugar, objeto o idea que crea una experiencia perceptiva de placer o satisfacción en los demás.
La revolución filosófica de Kant, conocida como la rotación copernicana de Kant, cambió el enfoque de la belleza del objeto al sujeto. De hecho, la diferencia más importante entre la estética moderna y la estética clásica es que en los tiempos modernos, la belleza se reconocía como una característica de la mente, no como un objeto.
La naturaleza de la belleza es uno de los temas más perdurables y controvertidos de la filosofía occidental y, junto con lo que es el arte, es uno de los dos temas básicos de la estética filosófica. La belleza se ha considerado tradicionalmente como uno de los valores fundamentales, incluida la bondad, la verdad y la justicia.

### I am me
En el año 2013 nace un taller especial denominado "I AM ME", cuya traducción al español sería "YO SOY YO", en donde Face of Beauty International lo incluyó dentro de las competencias del certamen a partir de entonces. I AM ME, más que un taller o un reconocimiento, busca que las candidatas muestren una mayor participación, demuestren su integridad y generen un ambiente deportivo y de competitividad sano; así como la confianza en sí mismas de todo lo que hicieron, dentro del taller y durante el desarrollo del concurso.
Junto con el día del deporte, las giras, los desfiles de moda y las actividades de grupo; El taller I AM ME involucra la participación de candidatas de todos los países y territorios en la competencia, para que desarrollen aún más la confianza, las habilidades, las amistades entre ellas y su capacidad para realizar trabajos comunitarios en una plataforma global de entendimiento internacional.

### Teen Face of Beauty International
En el año 2017 se retoma la categoría para adolescentes Teen Face of Beauty International como un segundo título adicional que se otorga la misma noche del evento principal.

## Países ganadores
- Nota: Ganadoras según la página web oficial del concurso y referencias externas.[11]

### Face of Beauty International
| Edición   | País                                                                       | Candidata                                                                  | Ciudad y País Anfitrión                                                    |                                                                            |
| --------- | -------------------------------------------------------------------------- | -------------------------------------------------------------------------- | -------------------------------------------------------------------------- | -------------------------------------------------------------------------- |
| FOBI 2012 | Dinamarca                                                                  | Josefine Emilie Egebjerg                                                   | Chiang Mai, Tailandia                                                      |                                                                            |
| FOBI 2013 | Tonga                                                                      | Diamond Langi                                                              | Na Chom Thian, Tailandia                                                   |                                                                            |
| FOBI 2014 | Argentina                                                                  | Gimena Ghilarducci                                                         | Taichung, Taiwán                                                           |                                                                            |
| FOBI 2015 | México                                                                     | Gisela Yeraldi Barraza                                                     | Kaohsiung, Taiwán                                                          |                                                                            |
| FOBI 2016 | Rusia                                                                      | Alena Raeva                                                                | Ulán Bator, Mongolia                                                       |                                                                            |
| FOBI 2017 | Tailandia                                                                  | Tanisa Panyapoo                                                            | Nueva Delhi, India                                                         |                                                                            |
| FOBI 2018 | Myanmar                                                                    | Myint Mo May                                                               | Nueva Delhi, India                                                         |                                                                            |
| FOBI 2019 | Tailandia                                                                  | Peerachada Khunrak                                                         | Mabalácat, Filipinas                                                       |                                                                            |
| 2020–2022 | No se realizó concurso internacional debido a la contingencia por Covid-19 | No se realizó concurso internacional debido a la contingencia por Covid-19 | No se realizó concurso internacional debido a la contingencia por Covid-19 | No se realizó concurso internacional debido a la contingencia por Covid-19 |
| FOBI 2023 | Brasil                                                                     | Caroline Dias Tozaki (Renunció)                                            | Camaligan, Filipinas                                                       |                                                                            |
| FOBI 2023 | Myanmar                                                                    | Kaing Zar Thant (Sucesora)                                                 | Camaligan, Filipinas                                                       |                                                                            |
| FOBI 2024 | Filipinas                                                                  | Jeanna Isabelle Bilasano                                                   | Kaohsiung, Taiwán                                                          |                                                                            |

### Teen Face of Beauty International
| Edición    | País                                                                       | Candidata                                                                  | Ciudad y País Anfitrión                                                    |                                                                            |
| ---------- | -------------------------------------------------------------------------- | -------------------------------------------------------------------------- | -------------------------------------------------------------------------- | -------------------------------------------------------------------------- |
| TFOBI 2015 | Puerto Rico                                                                | Neilymarie Soto Lozada                                                     | Kaohsiung, Taiwán                                                          |                                                                            |
| TFOBI 2016 | Myanmar                                                                    | Chuu Thaint Myat Noe                                                       | Ulán Bator, Mongolia                                                       |                                                                            |
| TFOBI 2017 | Sudáfrica                                                                  | Elizabeth "Lizzy" Moolman                                                  | Nueva Delhi, India                                                         |                                                                            |
| TFOBI 2018 | Benelux                                                                    | Amandine Bonehill                                                          | Nueva Delhi, India                                                         |                                                                            |
| TFOBI 2019 | Nueva Zelanda                                                              | Leia Edmonds                                                               | Mabalácat, Filipinas                                                       |                                                                            |
| 2020–2022  | No se realizó concurso internacional debido a la contingencia por Covid-19 | No se realizó concurso internacional debido a la contingencia por Covid-19 | No se realizó concurso internacional debido a la contingencia por Covid-19 | No se realizó concurso internacional debido a la contingencia por Covid-19 |
| TFOBI 2023 | Myanmar                                                                    | Kaing Zar Thant                                                            | Camaligan, Filipinas                                                       |                                                                            |
| TFOBI 2024 | Puerto Rico                                                                | Elvia Marie Torres Sánchez                                                 | Kaohsiung, Taiwán                                                          |                                                                            |

## Ranking de países y territorios ganadores

### Face of Beauty International
| País/Territorio | Títulos | Años Ganados |
| --------------- | ------- | ------------ |
| Myanmar         | 2       | 2018, 2023   |
| Tailandia       | 2       | 2017, 2019   |
| Filipinas       | 1       | 2024         |
| Rusia           | 1       | 2016         |
| México          | 1       | 2015         |
| Argentina       | 1       | 2014         |
| Tonga           | 1       | 2013         |
| Dinamarca       | 1       | 2012         |

### Teen Face of Beauty International
| País/Territorio | Títulos | Años Ganados |
| --------------- | ------- | ------------ |
| Puerto Rico     | 2       | 2015, 2024   |
| Myanmar         | 2       | 2016, 2023   |
| Nueva Zelanda   | 1       | 2019         |
| Benelux         | 1       | 2018         |
| Sudáfrica       | 1       | 2017         |

## Relación con otros concursos de belleza
- Dinamarca - Josefine Emilie Egebjerg Face of Beauty International 2012, se retiró del Miss Internacional 2013.[13]
- Tonga - Diamond Langi Face of Beauty International 2013, participó en el Miss Tierra 2017 quedando entre las 16 semifinalistas.[14]
- Rusia - Alena Raeva Face of Beauty International 2016, participó en el Miss Eco Universo 2016 quedando entre las 16 semifinalistas.[15]